# Grinzane Cavour
Grinzane Cavour es una localidad y comuna italiana de la provincia de Cuneo, región de Piamonte, con 1.823 habitantes.

## Patrimonio
El pueblo es famoso por su castillo, el Castillo de Grinzane Cavour.

## Evolución demográfica
| Gráfica de evolución demográfica de Grinzane Cavour entre 1861 y 2001 |
|                                                                       |
| Fuente ISTAT - elaboración gráfica de Wikipedia                       |